# Terza Categoria
Terza Categoria – dziewiąty (w przeszłości dziesiąty), najniższy poziom rozgrywek piłki nożnej mężczyzn we Włoszech. Szósty poziom rozgrywek amatorskich, jedyny rozgrywany na szczeblu poszczególnych prowincji, obecnie ta liga liczy 232 grupy, z racji braku prowincji jedynym regionem, który nie może mieć na tym szczeblu żadnych drużyn jest Dolina Aosty2025-03-30. 
Terza Categoria skupia ponad 3500 zespołów. Liczebność grup w poszczególnych regionach zależy od ilości zespołów zgłoszonych do rozgrywek w danym regionie2025-03-30. 
Zwycięzca każdej z grup awansuje do najbliższej geograficznie grupy wyższego szczebla rozgrywek, Seconda Categoria. Z Terza Categoria, jako najniższej ligi we Włoszech, nie spada żaden zespół, jednakże mogą do niej przystąpić nowe drużyny lub także wracające po minimum trwającej jeden sezon nieobecności w jakichkolwiek rozgrywkach ligowych2025-03-30.